# Café de Paris (album)
Pour les articles homonymes, voir Café de Paris.
Albums de Les Variations
Moroccan Roll
(1974) --
Café de Paris est le quatrième et dernier album du groupe français Les Variations. Le premier avec leur nouveau chanteur Robert Fitoussi.
L'album est sorti en 1975 et a été réédité en 2002 par Magic Records en double album avec l'album Moroccan Roll.
La pochette de l'album a été réalisé par Guy Peellaert.

## Titres
1. I Don't Know Where She'll Go
2. Sit Back Home Again
3. Superman Superman
4. Maybe Forever
5. Come Now
6. Berberian Wood
7. It's Alright
8. Everybody's Got The Blues
9. Shemoot